# حوزه انتخابیه چهارم پنسیلوانیا
حوزه انتخابیه چهارم پنسیلوانیا یک حوزه انتخابیه مجلس نمایندگان آمریکا است که در ایالت پنسیلوانیا قرار دارد.